# Plan van de Arbeid

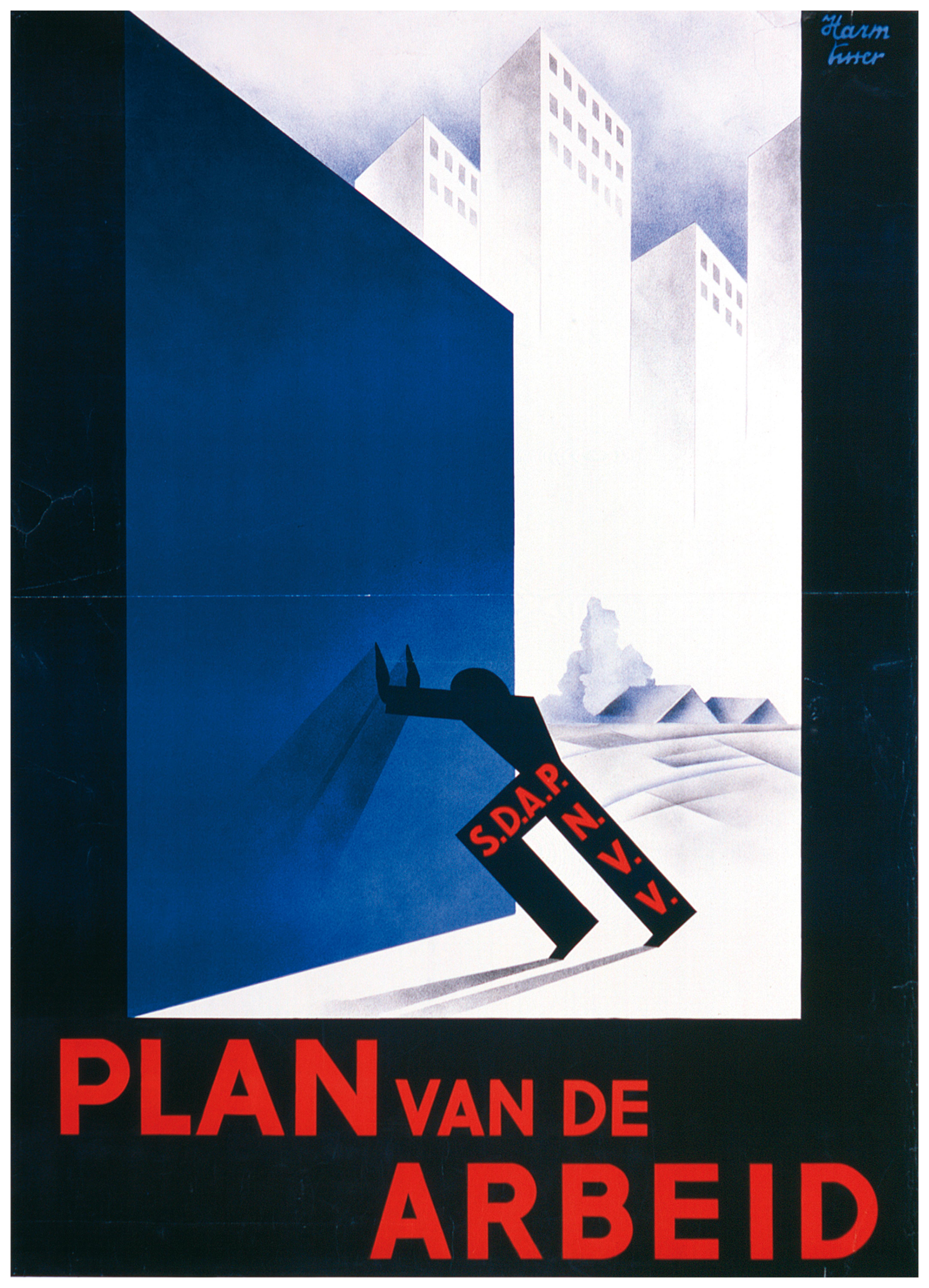
Poster ter promotie van het plan

Het Plan van de Arbeid stelde voor de economische crisis in de jaren 30 vanuit sociaaldemocratische hoek aan te pakken. Het Belgische plan (1934) steunde vooral op nationaliseringen terwijl de Nederlandse economie werd gestimuleerd (1935) door onder meer grote publieke werken.

## Geschiedenis
In 1931 werd de aanzet gegeven op een Amsterdamse conferentie van het International Industrial Relations Institute over de centraal geleide economie. De toon werd gezet door de Sovjet-Russische delegatie. De Nederlandse Sociaal-Democratische Arbeiderspartij was afwezig, maar de Belg Hendrik de Man was er wel en verwerkte zijn bevindingen in het Belgische Plan van de Arbeid.
Het zogenaamde Plan De Man wilde een einde stellen aan de werkloosheid (en zo de voedingsbodem voor het fascisme droogleggen) door economische planning aan de hand van vijf economische secretariaten die werden beheerd door technocraten. De grootste vijand was het monopoliekapitalisme, waar de staat zijn invloed verliest aan de grote bedrijven. Zijn plan voorzag dan ook in een beleid van nationalisering van basisindustrieën.
Het Nederlandse plan is voornamelijk opgesteld door Hein Vos en Jan Tinbergen en steunde mede op de gedachten van John Maynard Keynes, een Britse econoom en Hendrik de Man, de vader van het plansocialisme. Het plan was een alternatief voor het regeringsbeleid van de kabinetten Colijn, die aandrongen op aanpassing en beperking van bestedingen. Het plan werd met veel publiciteit gepresenteerd. Onder andere Koos Vorrink was nauw bij de presentatie betrokken. Ook Willem Drees heeft aan dit plan meegewerkt. Voor de toenmalige sociaal-economische verhoudingen bevatte het structurele en revolutionaire veranderingen.
In Duitsland werden in de jaren 30 soortgelijke plannen gepresenteerd.

### Na de oorlog
In 1945 richtte Hein Vos, de Nederlandse minister van Handel en Nijverheid het Centraal Planbureau op met Nobelprijswinnaar Jan Tinbergen als eerste directeur. Met premier Willem Drees waren zij voorstanders van een planeconomie in de zin van een door planning gestuurde economie. Maar na enkele jaren werd de rol van het CPB van taakstellend meer indicatief.